# Chronologie de Conakry
Cette page présente une chronologie, en quelques dates marquantes, de l'histoire de la ville de Conakry, en Guinée.

## Avant le XXe siècle
- 1885 - Les Français installent un poste commercial sur l'île de Tombo[1].
- 1891 - Conakry devient la capitale des Rivières du Sud françaises[2].
- 1893 - Conakry fait partie de la Guinée française.

## XXe siècle

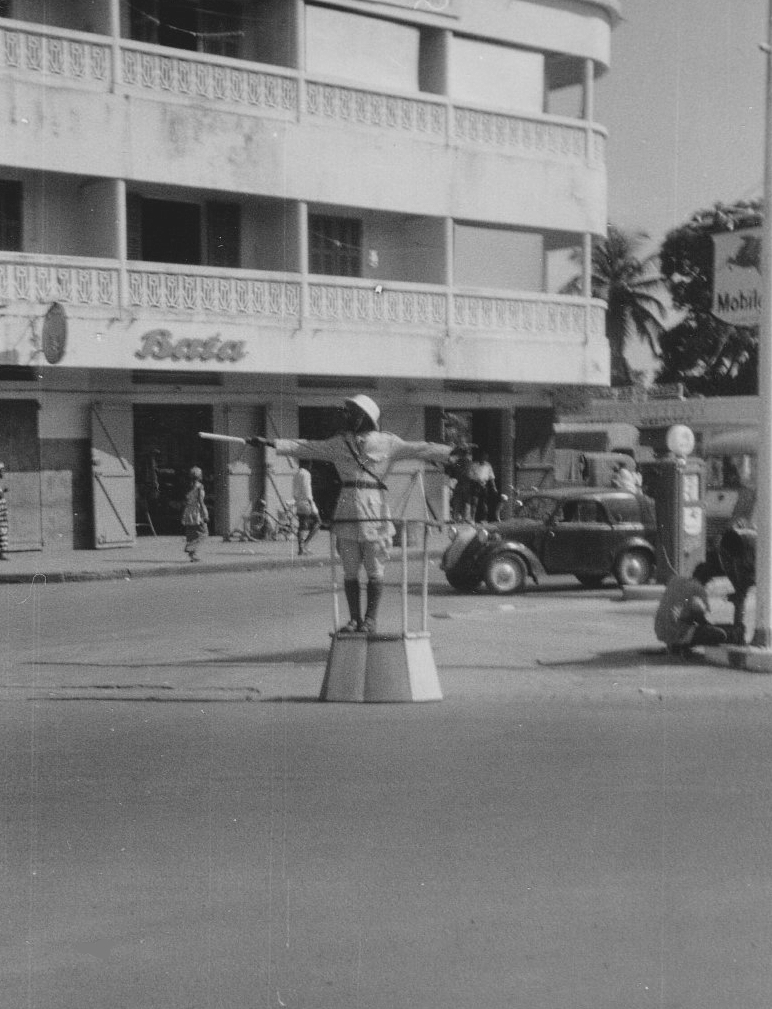
Un carrefour de Conakry en 1956

- 1904 - Création de la municipalité de Conakry[1].
- 1914 - La ligne de chemin de fer Kankan - Conakry entre en service[3].
- 1928 - Début de la construction de la cathédrale Sainte-Marie.
- 1937 - Création de La Douce Parisette (groupe musical emblématique)[4].
- 1943 - Population: 21 217 (centre-ville); 5586 (banlieues)[5].
- 1947 - L'Union franco-guinéenne (parti politique) est créée, dont le siège est en centre-ville[6].
- 1948 - Population: 30 000 habitants (centre-ville)[1].
- 1951 - Création du Hafia FC.
- 1954 - l'Hôtel de France de Conakry est créé.
- 1955 - Création de l'archidiocèse métropolitain catholique de Conakry[7].
- 1956 - Ahmed Sékou Touré est maire[1].
- 1958
  - La ville fait partie de la Guinée devenue indépendante.
  - Population: 78 388 habitants (centre-ville)[8].
  - Superficie de la ville: 2 000 hectares[8].
- 1959 - Construction de l'hôpital Donka.
- 1960
  - Le camp de concentration du Camp Boiro entre en fonction.
  - Inauguration du musée national de Sandervalia.
- 1960 - Le Groupe de jazz Bembeya est créé.
- 1961 - Le quotidien Horoya est né[9].
- 1962
  - Création de l'Institut polytechnique de Conakry[10].
  - Ouverture du Stade du 28 septembre[5].
- 1964
  - Début du festival culturel Quinzaines artistiques[2].
  - L'Hôtel Palm Camayenne est inauguré.
  - Population: 175 000 (agglomération urbaine)[11].
- 1966 - Construction du Palais du Peuple[12].
- 1967 - Population: 197 267 (agglomération)[13]
- 1970 - 22 novembre: invasion portugaise de la Guinée-Conakry.
- 1971
  - Janvier: pendaison de fonctionnaires sur le pont du 8 novembre.
  - Le Monument du 22 novembre 1970 est érigé.
- 1973 - 20 janvier: Assassinat du révolutionnaire bissau-guinéen Amílcar Cabral.
- 1975 - Création du Club Horoya Athlétique.
- 1982 - Ouverture de la Grande Mosquée de Conakry « Fayçal ».
- 1983
  - Population: 100 000 habitants (centre-ville)[8].
  - La ville fait à présent 6 900 hectares[8].
- 1984 - mars: Funérailles nationales d' Ahmed Sékou Touré.
- 1985 - Construction du terminal de l' Aéroport international de Conakry.
- 1991 - La ville est divisée en 5 communes: Dixinn, Kaloum, Matam, Matoto, Ratoma[5].
- 1992 - Le journal satirique Le Lynx commence à être publié[14].
- 1998 - Le Palais présidentiel est reconstruit[5].
- 1999 - L'Hôtel Mariador Palace est ouvert.

## XXIe siècle

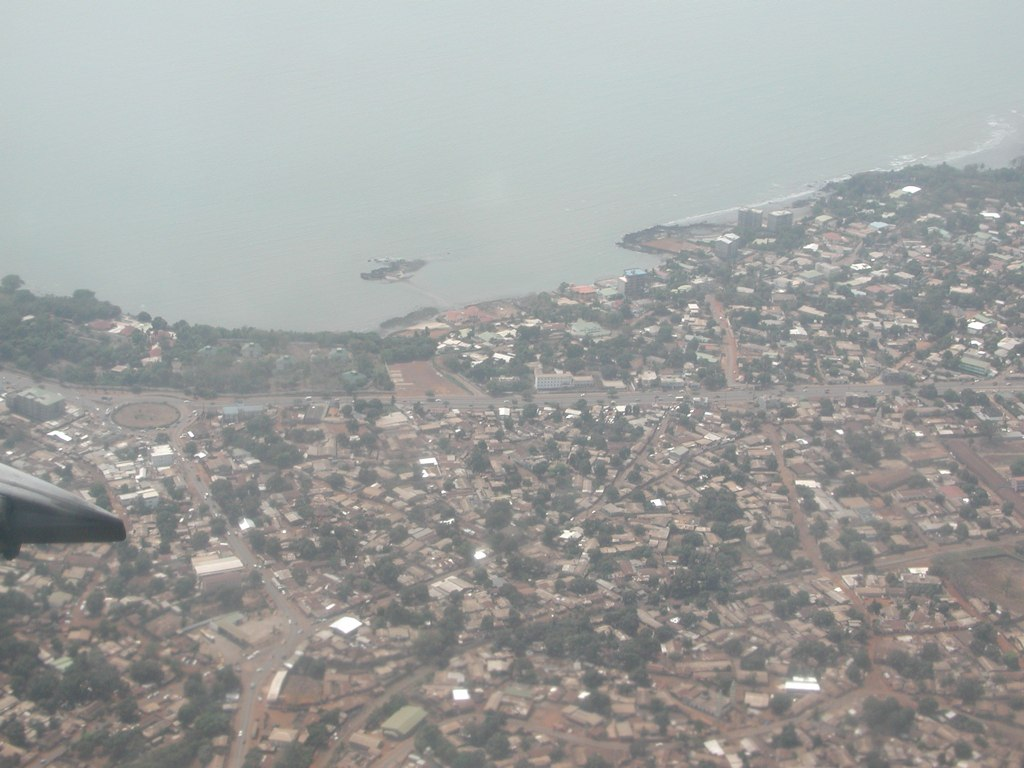
Vue aérienne de Conakry, 2004

- 2004 - La librairie Maison du Livre ouvre à Conakry[15].
- 2007 - janvier-février: 2007 grève générale guinéenne.
- 2008
  - 26 septembre: Funérailles de Lansana Conté.
  - 23 décembre: coup d'État guinéen de 2008.
- 2009 - 28 septembre: Manifestation et répression en Guinée[16],[17].
- 2010 - septembre: troubles pré-électoraux[18].
- 2011
  - Construction du stade Nongo.
  - Population: 1 786 000 habitants (agglomération urbaine)[19].
- 2014
  - Mars: le gouverneur de la région de Conakry, Sékou Resco Camara, quitte ses fonctions[20].
  - Population: 1 659 785 habitants (agglomération).
- 2017 - Conakry est nommée Capitale mondiale du livre par l'UNESCO.
- 2021 - Coup d'État de 2021 en Guinée

## Voir également
- Liste des maires de Conakry et autres élus locaux
- Histoire de la Guinée
- Politique en Guinée